# Uaitemuri demariai
Espèce
Uaitemuri demariai est une espèce d'araignées aranéomorphes de la famille des Uloboridae.

## Distribution
Cette espèce est endémique du Brésil.

## Publication originale
- Santos & Gonzaga, 2017 : Systematics and natural history of Uaitemuri, a new genus of the orb-weaving spider family Uloboridae (Araneae: Deinopoidea) from south-eastern Brazil. Zoological Journal of the Linnean Society, vol. 180, no 1, p. 155-174.